# Sceloporus becki
Espèce
Synonymes
- Sceloporus occidentalis becki Van Denburgh, 1905

Sceloporus becki est une espèce de sauriens de la famille des Phrynosomatidae.

## Répartition
Cette espèce est endémique de l'île San Miguel en Californie aux États-Unis.

## Étymologie
Cette espèce est nommée en l'honneur de Rollo Beck.

## Publication originale
- Van Denburgh, 1905 : The reptiles and amphibians of the islands of the Pacific Coast of North America from the Farallons to Cape San Lucas and the Revilla Gigedos. Proceedings of the California Academy of Sciences, ser. 3, vol. 4, no 1, p. 1-40 (texte intégral).